# CaetanoBus

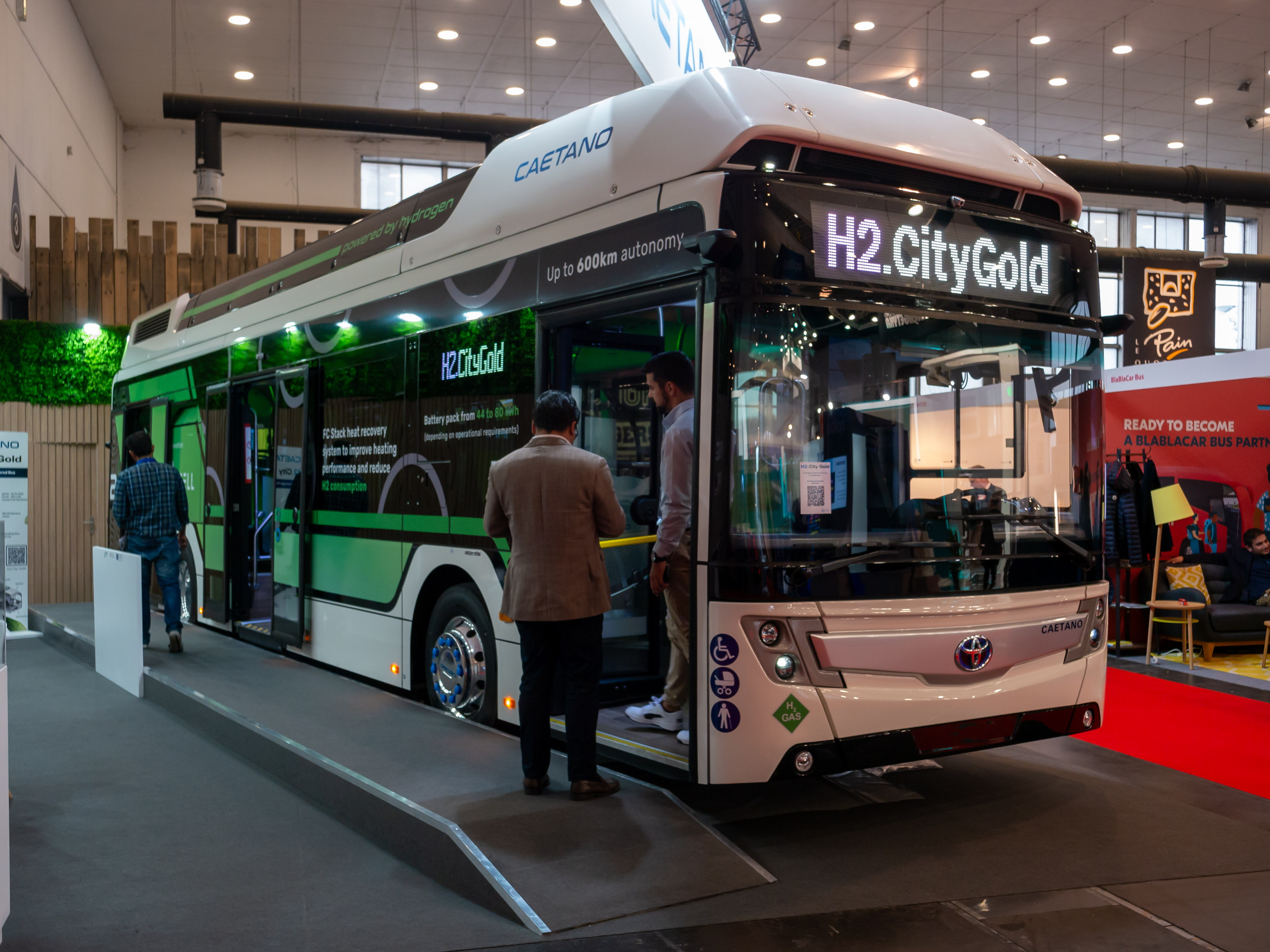
Caetano H2.City Gold

Die Caetanobus – Fabricação de Carroçarias, S.A. ist ein portugiesischer Hersteller von Omnibussen mit Sitz in Vila Nova de Gaia. Es handelt sich um ein Gemeinschaftsunternehmen von Toyota Caetano Portugal (62 %) und Mitsui & Co.
CaetanoBus hält ein Joint Venture in Deutschland (Cobus Industries) und hat ein Tochterunternehmen in Großbritannien (Caetano UK).:9

## Produkte
Produktlinien sind:
- Itrabus (Minibus)
- Winner (Reisebus)
- Invictus (Reisebus)
- Levante (Reisebus)
- City Gold (Stadtbus)
- City Midi (Stadtbus)
- Eco City (Stadtbus)
- Cobus (Vorfeldbus)

Die Busse City Gold und Cobus werden auch mit Elektro- und mit Wasserstoffantrieb angeboten.
Bei CaetanoBus werden im Auftrag auch Busse anderer Busmarken gefertigt.